# فرودگاه نورث کایکوس
فرودگاه نورث کایکوس (به انگلیسی: North Caicos Airport) یک فرودگاه همگانی با کد یاتا NCA است که یک باند فرود آسفالت دارد و طول باند آن ۱۲۹۴ متر است. این فرودگاه در کشور جزایر تورکس و کایکوس قرار دارد .

## شرکت‌های هواپیمایی و مقصدهای پروازی
| شرکت‌های هواپیمایی   | مقصدهای پروازی |
| ------------------- | -------------- |
| اینترکارابین ایرویز | پراویدنشیالز   |